# Ragnar Bring
Anders Ebbe Ragnar Bring, född 10 juli 1895 i Skara, död 18 juni 1988 i Lunds domkyrkoförsamling, var en svensk teolog. Han var sonson till Ebbe Gustaf Bring.
Bring blev filosofie kandidat vid Uppsala universitet 1917, teologie kandidat vid Lunds universitet 1923, teologie licentiat 1926, docent i systematisk teologi vid Lunds universitet 1929, teologie doktor vid Lunds universitet 1930, professor i systematisk teologi vid Åbo Akademi 1933 (tillförordnad 1930) och var professor i samma ämne i Lund 1934–1962. Han var amanuens vid Lunds universitetsbibliotek och humanistiska sektionens seminariebibliotek 1925–1930 och inspektor vid Västgöta nation 1938–1962. 
Bring blev teologie hedersdoktor vid Erlangens universitet 1952, Århus universitet 1953, Åbo Akademi 1955 och Augustana College i Rock Island i USA 1960 samt invaldes som ledamot av Humanistiska vetenskapssamfundet i Lund 1934 och av Norske Vitenskaps-Akademi i Oslo 1962.  Han var utgivare av Svensk teologisk kvartalskrift.
Ragnar Bring är begraven på Norra kyrkogården i Lund.